# ヨハネによる福音書
『ヨハネによる福音書』（ヨハネによるふくいんしょ、古希: Εὐαγγέλιον κατὰ Ἰωάννην）は、新約聖書正典四福音書のうちの4番目の書物である。本書は「初めに、ことば（ロゴス）があった。ことばは神とともにあった。ことばは神であった」という言葉から始まり、共観福音書とは異なったイエス観を提示している。他の福音書と比較して高度に象徴的かつ文学的な内容であり、発展した神学的考察を含んでいる。
『マタイによる福音書』、『マルコによる福音書』、『ルカによる福音書』に次ぐ4つの福音書（イエス・キリストの言行録）の一つである。

## 概要
「第四福音書」に位置づけられる『ヨハネによる福音書』は「共観福音書」と呼ばれる他の3つとは一線を画した内容となっている。この福音書が4つの中で最後に書かれたということに関して研究者たちの意見は一致している。初代教会以来、伝統的にはこの『ヨハネによる福音書』の筆者は、カトリック教会・正教会等で伝承されてきた聖伝においては、文書中にみえる「イエスの愛しておられた弟子」すなわち使徒ヨハネであると伝えられてきた。例えば紀元200年頃の神学者アレクサンドリアのクレメンス、リヨンのエイレナイオスなどがこの文書を使徒ヨハネに帰す。同じく伝統的見解として使徒ヨハネに帰されるヨハネの黙示録の著者に関しては3世紀のアレクサンドリアのディオニシオスや4世紀のエウセビオスによって疑義が提出されたのに対して、古代においては『ヨハネによる福音書』は使徒ヨハネに帰されるのが一般的である。成立年代に関しては3世紀のヒッポリュトスなどがドミティアヌス治世下（81-96年）と証言する。
ただし、近代以降の高等批評をとなえる聖書研究家たちはこれらの考え方を支持しない。田川建三は著書で、この書は作者ヨハネが自分のかなり特殊な宗教思想を展開した書物であり、イエスを知るための直接の資料にならないとする。成立時期については、最古の写本断片が120年頃のものとの鑑定から1世紀末という見解が多数である。ただしこの鑑定を疑問視する見解もある（タイセンら）。成立時期の下限はヨハネ神学の強い影響と『ヨハネによる福音書』の引用が見られる神学者ユスティノスの没年（紀元160年頃）である。なお、イグナティオス（-紀元108年頃）の書簡にも共観福音書には見られない『ヨハネによる福音書』独自の内容や表現が用いられている。

## 著者

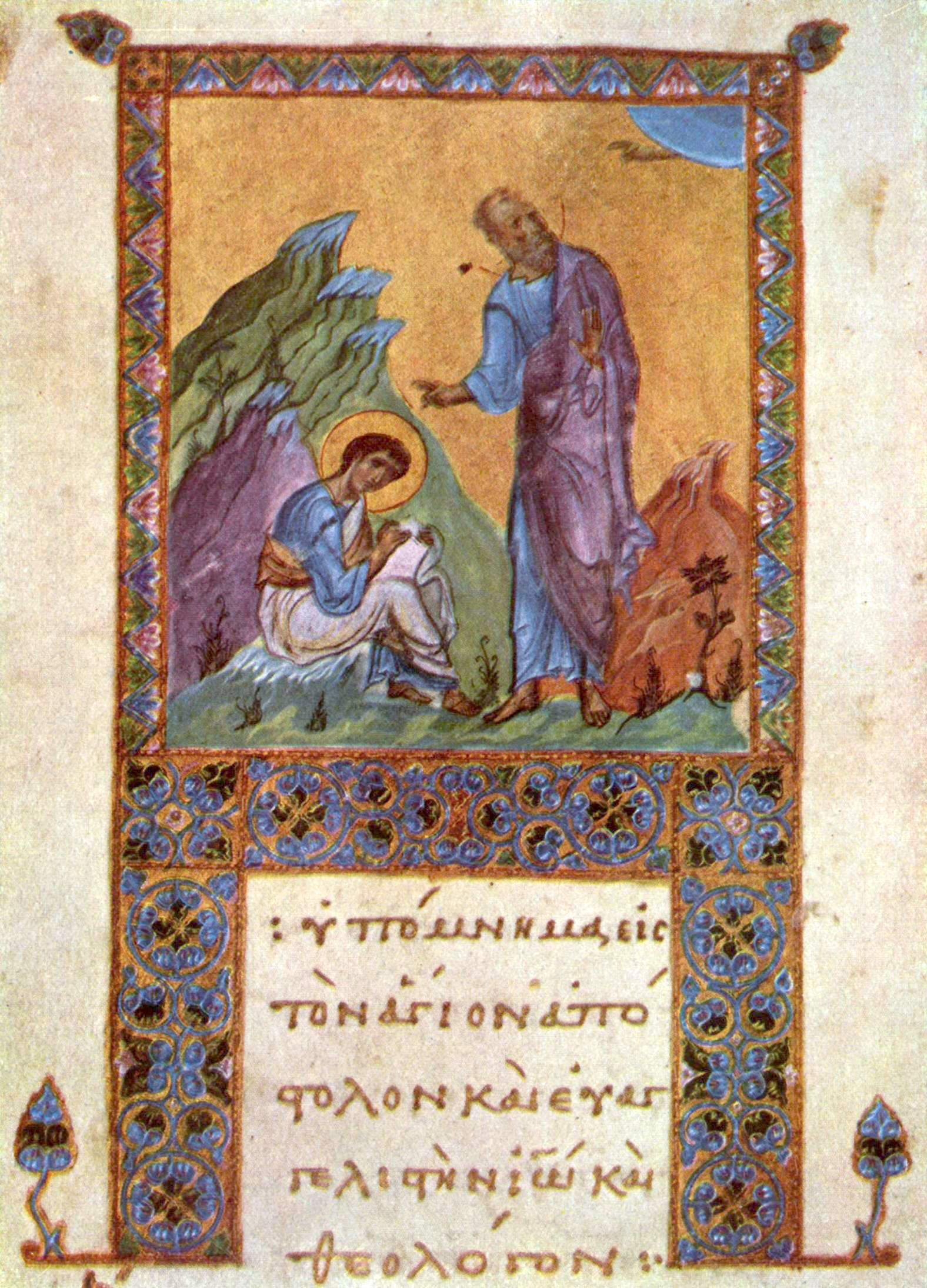
11世紀のビザンチンの写本。挿絵は福音書を弟子プロクロス（左）に口述筆記させる福音記者ヨハネ（右）。

ヨハネによる福音書と呼ばれている通り、正統的なキリスト教会の伝統・伝承ではこの弟子はゼベダイの子使徒ヨハネであるとされてきた。詳細化された伝承においては、使徒ヨハネが最晩年エフェソスにおいて弟子プロクロスに口述筆記させたとする。しかし、19世紀以降、使徒ヨハネが第四福音書の著者であるという伝承に由来する意見は高等批評の立場に立つ学者たちの間では支持されなくなった。高等批評の解釈によれば、テキストから読み取れるのは、『ヨハネ福音書』が「イエスの愛しておられた弟子」とされる名の明かされていない著者によって執筆されたということだけである。

## 構成
『ヨハネによる福音書』は、最初の部分（1章-12章）は洗礼者ヨハネの洗礼に始まるイエスの公生活を描き、後半部分（13章-21章）は弟子たちに個人的に語った言葉（告別演説）とイエスの処刑にいたる経緯、イエスの復活までを描いている。

- 序文では、イエスが世界を創造し、人間の姿をとった神の言葉（ロゴス）であると伝えられている[α][6]。イエスは人々のところに来たが、人々はイエスを拒絶した。しかしイエスは、彼を受け入れた者、彼の名を信じた者に、神の子となる力を与えた[β][6]。
- イエスはシモン・ペトロとアンデレらを弟子とし、宣教を開始した[γ][7]。イエスは各地を巡り、神について聴衆に教え、信じる者すべてに永遠の命が与えられている（現在形[δ]）とし、数々の奇跡を起こしたとされる。しかしこれらのことがラビたちとの緊張を生み[ε]、彼らはイエスの処刑を画策し始める[ζ][7][8]。
- その後、イエスが天の父のもとへ戻ったことが語られる。困難に備えて、イエスが自分自身と弟子たちのために祈ったこと、イエスが裏切られ、逮捕され、裁判にかけられ、磔刑に処され、復活後に姿を現したことなどが書かれている[η][8]。
- 結びでは福音の目的が述べられている。それは「イエスがキリストであり神の子であることを人々が信じ、イエスの名において命を得ること」であるとされている[θ][9]。
- 21章では、イエスが復活した後ガリラヤに現れたこと、大漁の奇跡、ペトロの磔刑の予言、そしてイエスの愛しておられた弟子の運命などについて語られている[ι][9]。

そのほか、イエスの復活の予兆である「ラザロの復活」をはじめとする「しるし」の場面が7回ある。また、トマスが復活したイエスに対して「私の主、私の神よ」と告白する場面を7回目とする、7度の「私はある（エゴー・エイミ）」という記述が本福音書には含まれている。
共観福音書と呼ばれる他の3つの福音書は、イエスの生涯について多く記され、重複記述が多く見られるが、『ヨハネによる福音書』は重複記述が少なく、イエスの言葉がより多く記述されている。

## 内容

### 新しく生まれる（3章）
イエスは、人は新しく生まれなければ神の国を見ることはできないと言った。教師であるニコデモはこれに疑義を呈する。そこでイエスは、「水と霊によって生まれる」ことを強調し、洗礼と心からの悔い改めによる回心に注意を向けさせ、新しく生まれることは驚くに当たらないとニコデモを宥めた。

### 永遠の命に至る水（4章）
イエスは、人は井戸の水を飲んでもいつかまた渇いてしまうが、飲んでも再び渇かない水があると言う。それはイエスが与えるものであり、それは人の中で泉のようになって「永遠の命に至る水が湧き出る」という。食べ物に関しても説話が語られる。また、永遠の命について、イエスは神に祈りかけたときに、次のように言っている。

### 五千人の給食（6章）
イエスがガリラヤ湖を渡った際、大勢の群衆がイエスを追った。イエスは群衆に食べさせようと欲したが、手元にあるのはパン五つと魚二匹のみであった。イエスは五千人の人々を草地の上に座らせ、パンを取り、感謝の祈りを捧げ、人々に欲しいだけ分け与えた。人々は満腹し、残ったパンの屑を集めなると、12の籠が満たされた。

### 私が命のパンである（6章）
イエスは、食べてもいつか死んでしまう地上の食べ物ではなく、永遠に残り、永遠の命に至る食べ物を求めるよう人々に訴えた。その食べ物とは、イエスによれば、イエス自身のことである。これに対して、イエスのことを知っていた周囲の人々は大きな疑問を抱いた。また、信じる者は永遠の命を得ているとした上で、「わたしの肉を食べ、わたしの血を飲む者は、永遠の命を得、わたしはその人を終わりの日に復活させる。わたしの肉はまことの食べ物、わたしの血はまことの飲み物だからである。」と続けた。多くの弟子がこれを聞いて理解できず、イエスのもとを去った。

### 私はある（8章）
イエスが説く「永遠の命」に疑問を持つ人々は、神の言葉を忠実に守ったはずのアブラハムや預言者たちはみな死んだではないか、あなたは彼らよりも偉大なのか、とイエスに反論した。そこでイエスはこう答えた。「アーメン、アーメン（まことにまことに）、私はあなたがたに言う、アブラハムが生まれる前から『私はある（ギリシャ語：エゴー・エイミ）』。」すると人々は石を取ってイエスを殺そうとした。彼らはこれが冒涜的であると考えた。私は有る（ヘブライ語：エヒイェ）は、出エジプト記で、神の名として示されている。
盲人を癒す奇跡（9章）は、目の見えない者が見えるようになり、信じない者が信じるようになる予兆となる。ラザロの復活（11章）は、イエスの復活の予兆となる。互いに愛し合いなさいという教えは、本書13章34–35節にある。

### ぶどうの枝とぶどうの木（15章）
イエスは自分がぶどうの木であり、弟子たちはその枝であると言った。枝は木から切り離されて実を結ぶことはできないから、弟子たちにいつも私につながっているようにと言った。
イエスは弟子たちにこの世で困難があることを予告する。しかし「私は既に世に勝っている」と言って、弟子たちを励ました（16章）。その後、弟子たちの離反が起こる。イエスはユダに裏切られ、十字架に架けられるために引き渡される。また、ペトロに3度否認される（18章）。十字架と復活（19–20章）については、十字架と復活の項目も参照。

### 疑い深いトマス（20章）
他の弟子たちは復活したイエスに会ったが、トマスは見ておらず、手で触れ目で見るまでは決して信じないと語った。8日後、家に集まっていた弟子たちの真ん中にイエスが来て立ち、トマスに対して、彼が望んだ通りに手で触れ目で見るように言って、以下のように続けた。

## 神学

### キリスト論
ヨハネ福音書はイエスの父なる神とのかかわりについて重点的に説明している。ヨハネは他の3つの福音書よりも鮮明に神の子たるイエスの姿をうかびあがらせている。ヨハネの書くイエスの姿は父の愛する一人子であり、神の子そのものである。また、キリストをあがない主として書く、あるいは神の霊である聖霊を助け主（ギリシア語：パラクレートス）として書く、キリスト教の特徴として愛を前面に押し出すなどの諸点によってキリスト教に大きな影響を与えることになる。

## 聖書学

### 非神話化による執筆に用いられた資料
非神話化を唱えたドイツの聖書学者ルドルフ・ブルトマンが、1941年に自著『ヨハネ福音書について』で提示した説によれば、『ヨハネ福音書』の著者はイエスの行った奇跡に関して共観福音書とは異なる資料、口述資料を用いているという。また批評学者は「イエスの愛しておられた弟子」の死について言及された21章は、聖書への補遺、付加部分であるとする。

## 他の福音書との比較
- サマリアの女、姦淫の女、マルタとマリア、ベタニアのマリア、マグダラのマリア、母マリアなど女性信徒が男性信徒よりも高く評価されており、その強調度合は同じく女性信徒を高く見る『マルコによる福音書』を上回る[16]。
- 他の福音書では名前しか出てこない使徒トマスが復活に懐疑的姿勢を見せたことを記述し、「不信のトマス」と呼ばれることに繋がった。宗教史学者のエレーヌ・ペイゲルスは、キリスト教トマス派を非難するために行われたものだったと主張している。
- 13:3-16でイエスは弟子たちの足を洗う(過越祭の食事をとったという明確な記述がない)。
- 19:30でイエスはワインを口に入れる。これは共観福音書のイエスの言葉と矛盾する(マルコ14:25など)。
- 20:1でマグダラのマリアは一人で墓へ向かう。
- サタン、悪魔、悪魔憑きにまつわる逸話、終わりのときの予言、山上の説教、倫理的な訓話などが一切ない。

### 独自性
- イエスは七度「私である(ἐγώ εἰμι)」と自分自身に言及する。
- 3章16節はキリスト教聖書の中でも引用される機会が多い文章で、聖書全体を要約するとこの文章になるという意味で、ミニバイブル（Mini Bible）と呼ぶ人たちもいる。
- 二つの「しるし」が数えられている。（2:11、4:54）
- 1:39で「第10の時刻」として細かく時間が記されている。
- 「ベトザタの池の水を天使が動かす」ということが5:3に記されている。
- 7:8-10でイエスは祭りにまだ行くつもりはないと言っているが、兄弟たちが行った後でひそかに行く。
- マグダラのマリアは空の墓を二度訪れるが、そこで彼女はイエスの遺体が盗まれたと思い込む。二度目には天使を見ているが、天使たちもイエスの復活は告げない。天使たちはただ「なぜ泣いているのか」と尋ねるだけである。さらにマリアは近づいてきたイエスを園丁だと思い込んでいる。そのとき、イエスは「わたしに触れてはならない」という有名な言葉を残す（20:1-18）。その一方で、トマスに対しては自身の脇腹に指を入れて幽霊ではないことを確かめるよう促している。トマスはイエスを目の当たりにしてその復活を信じたため、実際にはイエスに触れることはなかったが、マリアに対する態度と比べると大きな差がみられる。
- 初期のキリスト教徒たちのあるものは「イエスの愛しておられた弟子」が不死であると信じていたようである。『ヨハネ福音書』の補遺箇所(21章20節以降)は、その弟子の死を説明するものとして書かれた可能性がある。
- 伝統的には使徒ヨハネであるとされている「イエスの愛しておられた弟子」の名前は本文中では決して明らかにされない。また、使徒ヨハネの名も本文中に一度も出てこない。「イエスの愛しておられた弟子」は、本文によれば、過越の食事を共にした弟子のうちの一人で、復活後のイエスがガリラヤ湖に現れた際に漁をしていた七人の弟子のうちの一人である。
- ヨハネによる福音書においては”最上級形”を用いて「聖書に記載された以上の能力」の存在を予言している。「まことに、まことに（ἀμὴν ἀμὴν）あなたがたに告げます。私を信じる者は、私の行うわざを行い、またそれよりもさらに大きなわざを行います。」（14:12）
- 「世界の支配者・世界の統治者」ヨハネの福音書にのみ登場する存在である。

## 影響

### プロテスタント
ルターは、本福音書とパウロ書簡を極めて高く評価しており、その影響は現在のプロテスタント各派に及んでいる。

### 反ユダヤ主義との関係
- 1975年、アメリカの新約聖書学者 Eldon Jay Epp（エルドン・エップ）はヨハネによる福音書について、2世紀から現代に至るまでキリスト教徒の反ユダヤ主義を助長し、支えてきたとし、新約聖書の他のあらゆる書物よりも本書に反ユダヤ主義の責任があると結論づけた[18]。
- 2013年、ボストン大学神学教授で牧師のロバート・ヒルは、著書 Beauty and Anti-Semitism: The Gospel of John の出版に際して、ヨハネ福音書を信仰者を勇気づけるものだとして評価しつつ、その激しい反ユダヤ的なレトリックについて指摘した[19]。
- ユダヤ系カナダ人でオタワ大学教授の聖書学者 Adele Reinhartz は2018年の著書 Cast Out of the Covenant: Jews and Anti-Judaism in the Gospel of John でヨハネ福音書が聴衆に置換神学的な思想を抱くように企図されたものだと述べた[20]。
- 共観福音書においてイエスとその弟子たちの敵対者は「ファリサイ派」、「律法学者」などに特定されているが、ヨハネ福音書では単に「ユダヤ人たち (the Jews) 」とされている。イエスの十字架刑に賛同して叫び声を挙げるのも、共観福音書では人々、群衆となっているが、ヨハネ福音書ではユダヤ人となっている。
- ヨハネ2:13では「ユダヤ人の過越祭 (The Passover of the Jews, または the Jewish Passover) 」という不自然な表現がみられる。過越祭はユダヤ人のものであって、ローマ人の過越祭とか、異邦人の過越祭というものはあり得ないからである。
- 成立時期が異邦人信仰者が既に増えている90年以降だということを考慮すると、少なくとも結果的には、異邦人の反ユダヤ感情を煽動するレトリックとなっている。つまり読者にとって、信仰者である自分たちとイエスの敵であるユダヤ人たちという対立軸があるかのような錯覚を与えかねない表現が全編に渡ってみられる。実際にはイエスもその家族や初期の弟子たちもみなユダヤ人である。

### ヘレニズム思想との混淆
アメリカの作家スキップ・モエン博士はヨハネ1:1のロゴスの概念に着目し、それが本来のユダヤ的価値観とは相容れない、合理主義、個人主義などのヘレニズム思想に立脚したものであり、キリスト教を混淆宗教としてしまったと論じた。モエンはその論考を、ウィリアム・ダラントの次の言葉で締めくくっている。「キリスト教は異教を破壊したのではなくて、取り入れた。死につつあったギリシア思想は教会の神学と祈祷書のなかで再生した。ギリシア語は何世紀にも渡って哲学を支配し、キリスト教の文献と典礼の伝達手段となった」